# وقعة الحرة
وقعة الْحَرَّة كانت بين أهل المدينة من طرف ويزيد بن معاوية والأمويين من طرف آخر، وفيها أن أهل المدينة نقضوا بيعة يزيد بن معاوية؛ لما كان عليه من سوء، ولما حدث في معركة كربلاء، ومن مقتل الحسين بن علي، فطردوا والي يزيد على المدينة عثمان بن محمد بن أبي سفيان ومن معه من بني أمية من المدينة، فأرسل على إثرهم يزيد جيش من الشام وأمر عليهم مسلم بن عقبة المري فوقعت بينهم وقعة الحرة وانتهت بمقتل عدد كبير[كم المقدار؟] من الصحابة وأبناء الصحابة والتابعين وكانت سنة 63 هـ.

## وقعة الحرة وحديث الرسول
قال يعقوب بن سفيان حدثني إبراهيم بن المنذر حدثني ابن فليح عن أبيه عن أيوب بن عبد الرحمن عن أيوب بن بشير المعافري:

## سبب الوقعة
كان سبب وقعة الحرة أن وفداً من أهل المدينة المنورة قدموا على يزيد بن معاوية بدمشق فأكرمهم وأحسن جائزتهم وأطلق لأميرهم وهو عبد الله بن حنظلة بن أبي عامر قريباً من مائة ألف، فلما رجعوا ذكروا لأهليهم عن يزيد ما كان يقع منه من القبائح في شربه الخمر وما يتبع ذلك من الفواحش التي من أكبرها ترك الصلاة عن وقتها بسبب السكر، فاجتمعوا على خلعه فخلعوه عند المنبر النبوي، وكان من الأسباب أيضاً أن حادثة كربلاء كانت الشرارة التي أشعلت الحرب، فعندما وصل خبر مقتل الحسين بن علي إلى الحجاز أعلن عبد الله بن الزبير خلع يزيد بن معاوية، وبدأ يأخذ البيعة لنفسه من الناس في مكة، وحوصر بني أمية في دار مروان بن الحكم في المدينة المنورة، فلما علم يزيد بن معاوية بذلك أرسل إليهم جيشاً عليه مسلم بن عقبة المري.

## التحضير للمعركة
كان أول وقعة الحرة ما كان من خلع أهل المدينة يزيد بن معاوية، وفيها أن أهل المدينة أخرجوا عثمان بن محمد بن أبي سفيان عامل يزيد على المدينة وبايعوا عبد الله بن حنظلة أميراً عليهم، ثم حاصروا بني أمية فاجتمع بنو أمية ومواليهم ومن يرى رأيهم في ألف رجل حتى نزلوا دار مروان بن الحكم فكتبوا إلى يزيد يستغيثون به فقدم الرسول إليه وهو جالس على كرسي وقد وضع قدميه في طشت فيه ماء لنقرس كان بهما، فلما قرأ الكتاب تمثل: «لقد بدلوا الحلم الذي في سجيتي فبدلت قومي غلظة بليان»، ثم قال: «أما يكون بنو أمية ألف رجل.» فقال الرسول: «بلى والله وأكثر»، قال: «فما استطاعوا أن يقاتلوا ساعة من النهار فبعث إلى عمرو بن سعيد فأقرأه الكتاب وأمره أن يسير إليهم في الناس»، فقال: «قد كنت ضبطت لك الأمور والبلاد، فأما الآن إذ صارت دماء قريش تهرق بالصعيد فلا أحب أن أتولى ذلك».
ثم بعث يزيد بن معاوية إلى عبيد الله بن زياد يأمره بالمسير إلى المدينة المنورة ومحاصرة ابن الزبير بمكة فقال: «والله لا جمعتهما للفاسق، قتل ابن رسول الله وغزو الكعبة» ثم أرسل إليه يعتذر، فبعث إلى مسلم بن عقبة المري وهو الذي سمي لاحقاً «مسرف» وهو شيخ كبير مريض فأخبره الخبر فقال: «أما يكون بنو أمية ألف رجل.» فقال الرسول: «بلى». قال: «فما استطاعوا أن يقاتلوا ساعة من النهار ليس هؤلاء بأهل أن ينصروا فإنهم الأذلاء دعهم يا أمير المؤمنين حتى يجهدوا أنفسهم في جهاد عدوهم ويتبين لك من يقاتل على طاعتك ومن يستسلم»، قال: «ويحك إنه لا خير في العيش بعدهم فاخرج بالناس». وقيل إن معاوية بن أبي سفيان قال ليزيد: «إن لك من أهل المدينة يوماً، فإن فعلوا فارمهم بمسلم بن عقبة فإنه رجل قد عرفت نصيحته».
فلما خلع أهل المدينة أمر يزيد مسلم بالمسير إليهم فنادى في الناس بالتجهز إلى الحجاز وأن يأخذوا عطاءهم ومعونة مائة دينار فانتدب لذلك اثنا عشر ألفاً، وسار الجيش وعليهم مسلم فقال له يزيد: «إن حدث بك حدث، فاستخلف الحصين بن نمير السكوني» وقال له: «ادع القوم ثلاثاً فإن أجابوك وإلا فقاتلهم فإذا ظهرت عليهم فانهبها ثلاثاً فكل ما فيها من مال أو دابة أو سلاح أو طعام فهو للجند، فإذا مضت الثلاث فاكفف عن الناس وانظر علي بن الحسين، فاكفف عنه واستوص به خيراً؛ فإنه لم يدخل مع الناس، وإنه قد أتاني كتابه»، ولما سمع عبد الملك بن مروان أن يزيد قد سير الجنود إلى المدينة قال: «ليت السماء وقعت على الأرض إعظاماً لذلك».
ثم سار مسلم حتى أقبل بالجيش، فبلغ أهل المدينة خبرهم فاشتد حصارهم لبني أمية بدار مروان وقالوا: «والله لا نكف عنكم حتى نستنزلكم ونضرب أعناقكم أو تعطونا عهد الله وميثاقه أن لا تبغونا غائلة ولا تدلوا لنا على عورة ولا تظاهروا علينا عدواً، فنكف عنكم ونخرجكم عنا». فعاهدوهم على ذلك، فأخرجوهم من المدينة، وكان أهل المدينة قد جعلوا في كل منهل بينهم وبين الشام زقا من قطران وعور، فأرسل الله السماء عليهم فلم يستقوا بدلو حتى وردوا المدينة، فلما أخرج أهل المدينة بني أمية ساروا بأثقالهم حتى لقوا مسلم بن عقبة بوادي القرى فدعا بعمرو بن عثمان بن عفان أول الناس فقال له: «خبرني ما وراءك وأشر علي» فقال: «لا أستطيع قد أخذ علينا العهود والمواثيق أن لا ندل على عورة ولا نظاهر عدونا»، فانتهره وقال: «والله لولا أنك ابن عثمان لضربت عنقك وايم الله (لا أقيلها قرشياً) بعدك»، فخرج إلى أصحابه فأخبرهم خبره فقال مروان بن الحكم لابنه عبد الملك:«ادخل قبلي لعله يجتزئ بك عني»، فدخل عبد الملك فقال: «هات ما عندك» فقال: «نعم، أرى أن تسير بمن معك، فإذا انتهيت إلى ذي نخلة نزلت فاستظل الناس في ظله فأكلوا من صقره فإذا أصبحت من الغد مضيت وتركت المدينة ذات اليسار ثم درت بها حتى تأتيهم من قبل الحرة مشرقاً ثم تستقبل القوم فإذا استقبلتهم وقد أشرقت عليهم الشمس طلعت بين أكتاف أصحابك فلا تؤذيهم ويصيبهم أذاها ويرون من ائتلاف بيضكم وأسنة رماحكم وسيوفكم ودروعكم ما لا ترونه أنتم ما داموا مغربين، ثم قاتلهم واستعن الله عليهم».

## المعركة

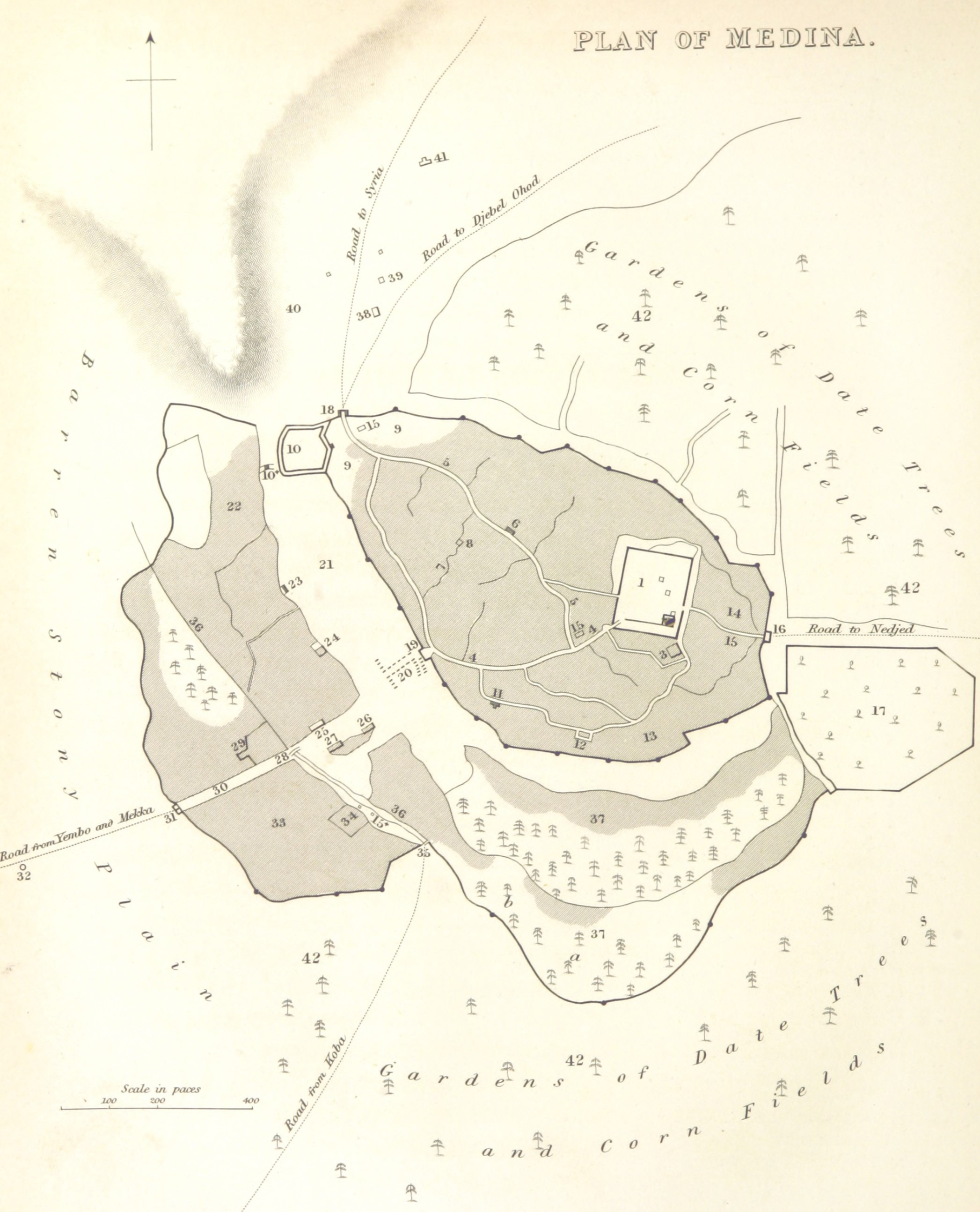
مخطط المدينة المنورة في أوائل القرن التاسع عشر

ثم إنه صار في كل مكان يصنع ما أمر به عبد الملك فجاءهم من قبل المشرق ثم دعاهم مسلم فقال : إن أمير المؤمنين يزعم أنكم الأصل وإني أكره إراقة دمائكم وإني أؤجلكم ثلاثا فمن ارعوى وراجع الحق قبلنا منه وانصرفت عنكم وسرت إلى هذا المحل الذي بمكة وإن أبيتم كنا قد أعذرنا إليكم، فلما مضت الثلاث قال : يا أهل المدينة ما تصنعون أتسالمون أم تحاربون فقالوا : بل نحارب فقال لهم : لا تفعلوا بل ادخلوا في الطاعة ونجعل جدنا وشوكتنا على أهل هذا الملحد الذي قد جمع إليه المراق والفساق من كل أوب يعني ابن الزبير فقالوا له : يا أعداء الله لو أردتم أن تجوزوا إليه ما تركناكم نحن ندعكم أن تأتوا بيت الله الحرام فتخيفوا أهله وتلحدوا فيه وتستحلوا حرمته لا والله لا نفعل
وكان أهل المدينة قد اتخذوا خندقا وعليه جمع منهم وكان عليه عبد الرحمن بن زهير بن عبد عوف وهو ابن عم عبد الرحمن بن عوف وكان عبد الله بن مطيع على ربع آخر وهم قريش في جانب المدينة وكان معقل بن سنان الأشجعي وهو من الصحابة على ربع آخر وهم المهاجرون وكان أمير جماعتهم عبد الله بن حنظلة الغسيل الأنصاري في أعظم تلك الأرباع وهم الأنصار .
فأقبل مسلم من ناحية الحرة حتى ضرب فسطاطه على طريق الكوفة وكان مريضا فأمر فوضع له كرسي بين الصفين وقال يا أهل الشام قاتلوا عن أميركم وادعوا، فأخذوا لا يقصدون ربعا من تلك الأرباع إلا هزموه، ثم وجه الخيل نحو ابن الغسيل فحمل عليهم ابن الغسيل فيمن معه فكشفهم فانتهوا إلى مسلم فنهض في وجوههم بالرجال وصاح بهم فقاتلوا قتالا شديدا، ثم إن الفضل بن عباس بن ربيعة بن الحارث بن عبد المطلب جاء إلى ابن الغسيل فقاتل معه في نحو من عشرين فارسا قتالا حسنا ثم قال لابن الغسيل : من كان معك فارسا فليأتني فليقف معي فإذا حملت فليحملوا فوالله لا أنتهي حتى أبلغ مسلما فأقتله أو أقتل دونه، ففعل ذلك وجمع الخيل إليه فحمل بهم الفضل على أهل الشام فانكشفوا فقال لأصحابه : احملوا أخرى جعلت فداكم فوالله لئن عاينت أميرهم لأقتلنه أو أقتل دونه، إنه ليس بعد الصبر إلا النصر ثم حمل وحمل أصحابه فانفرجت خيل الشام عن مسلم بن عقبة ومعه نحو خمسمائة راجل جثاة على الركب مشرعي الأسنة نحو القوم، ومضى الفضل كما هو نحو راية مسلم فضرب رأس صاحبها فقط المغفر وفلق هامته وخر ميتا وقال : خذها مني وأنا ابن عبد المطلب وظن أنه مسلم فقال : قتلت طاغية القوم ورب الكعبة فقال : أخطأت استك الحفرة وإنما كان ذلك غلاما روميا وكان شجاعا فأخذ مسلم رايته وحرض أهل الشام وقال : شدوا مع هذه الراية .
فمشى برايته وشدت تلك الرجال أمام الراية فصرع الفضل بن عباس فقتل وما بينه وبين أطناب مسلم بن عقبة إلا نحو من عشرة أذرع وقتل معه زيد بن عبد الرحمن بن عوف، وأقبلت خيل مسلم ورجالته نحو ابن الغسيل وهو يحرض أصحابه ويذم أهل المدينة ويقدم الخيل إلى ابن الغسيل وأصحابه، فلم تقدم عليهم للرماح التي بأيدهم والسيوف وكانت تتفرق عنهم فنادى مسلم الحصين بن نمير وعبد الله بن عضاه الأشعري وأمرهما أن ينزلا في جندهما ففعلا وتقدما إليهم، فقال ابن الغسيل لأصحابه : إن عدوكم قد أصاب وجه القتال الذي كان ينبغي أن يقاتلكم به وإني قد ظننت ألا يلبثوا إلا ساعة حتى يفصل الله بينكم وبينهم إما لكم وإما عليكم أما إنكم أهل النصرة ودار الهجرة وما أظن أن ربكم أصبح عن أهل بلد من بلدان المسلمين بأرضى منه عنكم ولا على أهل بلد من بلدان العرب بأسخط منه على هؤلاء الذين يقاتلونكم وإن لكل امرئ منكم ميتة هو ميت بها لا محالة ووالله ما من ميتة أفضل من ميتة الشهادة وقد ساقها الله إليكم فاغتنموها .
ثم دنا بعضهم من بعض فأخذ أهل الشام يرمونهم بالنبل فقال ابن الغسيل لأصحابه : علام تستهدفون لهم من أراد التعجيل إلى الجنة فليلزم هذه الراية، فقال إليه كل مستميت فنهض بعضهم إلى بعض فاقتتلوا أشد قتال رؤي لأهل هذا القتال وأخذ ابن الغسيل يقدم بنيه واحدا واحدا حتى قتلوا بين يديه، ثم قتل وقتل معه أخوه لأمه محمد بن ثابت بن قيس بن شماس، فقال : ما أحب أن الديلم قتلوني مكان هؤلاء القوم وقتل معه عبد الله بن زيد بن عاصم ومحمد بن عمرو بن حزم الأنصاري، فمر به مروان بن الحكم فقال : رحمك الله رب سارية قد رأيتك تطيل القيام في الصلاة إلى جنبها .

## بعد المعركة
أباح مسلم المدينة ثلاثا يقتلون الناس ويأخذون المتاع والأموال فأفزع ذلك من بها من الصحابة ، فخرج أبو سعيد الخدري حتى دخل في كهف الجبل فتبعه رجل من أهل الشام، فاقتحم عليه الغار فانتضى أبو سعيد سيفه يخوف به الشامي، فلم ينصرف عنه فعاد أبو سعيد وأغمد سيفه وقال : لئن بسطت إلي يدك لتقتلني ما أنا بباسط يدي إليك لأقتلك، فقال : من أنت قال : أنا أبو سعيد الخدري، قال : صاحب رسول الله قال : نعم فتركه ومضى، وحدث محمد بن عبد الله الحضرمي عن إسحاق بن وهب العلاف عن مبارك بن فضالة عن أبي هارون العبدي قال : رأيت أبا سعيد الخدري ممعط اللحية فقلت تعبث بلحيتك فقال لا هذا ما لقيت من ظلمة أهل الشام دخلوا علي زمن الحرة فأخذوا ما كان في البيت من متاع أو حرى ثم دخلت علي طائفة أخرى فلم يجدوا في البيت شيئا فأسفوا أن يخرجوا بغير شيء فقال أضجعوا الشيخ فأضجعوني فجعل كل واحد منهم يأخذ من لحيتي خصلة 
وقيل إن مسلما لما نزل بأهل المدينة خرج إليه أهلها بجموع كثيرة وهيئة حسنة فهابهم أهل الشام وكرهوا أن يقاتلوهم فلما رآهم مسلم وكان شديد الوجع سبهم وذمهم وحرضهم فقاتلوهم، ودعا مسلم الناس إلى البيعة ليزيد على أنهم خول له يحكم في دمائهم وأموالهم وأهليهم من شاء فمن امتنع من ذلك قتله وطلب الأمان ليزيد بن عبد الله بن ربيعة بن الأسود ولمحمد بن أبي الجهم بن حذيفة ولمعقل بن سنان الأشجعي فأتي بهم بعد الوقعة بيوم فقال : بايعوا على الشرط، فقال القرشيان : نبايعك على كتاب الله وسنة رسوله فضرب أعناقهما .
وجاء معقل بن سنان الأشجعي  فجلس مع القوم فدعا بشراب ليسقى فقال له مسلم : أي الشراب أحب إليك قال : العسل، قال اسقوه فشرب حتى ارتوى فقال له أرويت قال نعم، قال والله لا تشرب بعدها شربة إلا في نار جهنم، فقال : أنشدك الله والرحم فقال له : أنت الذي لقيتني بطبرية ليلة خرجت من عند يزيد فقلت سرنا شهرا ورجعنا شهرا وأصبحنا صفرا نرجع إلى المدينة فنخلع هذا الفاسق ابن الفاسق ونبايع لرجل من المهاجرين أو الأنصار فيم غطفان وأشجع من الخلق والخلافة إنني آليت بيمين لا ألقاك في حرب أقدر منه على قتلك إلا فعلت ثم أمر به فقتل .
وأتي بيزيد بن وهب فقال له بايع، قال أبايعك على الكتاب والسنة قال اقتلوه قال أنا أبايعك قال لا والله فتكلم فيه مروان لصهر كان بينهما فأمر بمروان فوجئت عنقه ثم قتل يزيد، قَالَ هِشَام: وَقَالَ عوانة بن الحكم: لما أتي بعلي بن الْحُسَيْن إِلَى مسلم، قَالَ: من هَذَا؟ قَالُوا: هَذَا عَلِيّ بن الْحُسَيْن، قَالَ: مرحبا وأهلا، ثُمَّ أجلسه مَعَهُ عَلَى السرير والطنفسة، ثُمَّ قَالَ: إن خليفة المسلمين أوصاني بك قبلا وممن قتل بالحرة عبد الله بن عاصم الأنصاري وقتل أيضا فيها عبيد الله بن عبد الله بن موهب ووهب بن عبد الله بن زمعة بن الأسود وعبد الله بن عبد الرحمن بن حاطب وزبير بن عبد الرحمن بن عوف وعبد الله بن نوفل بن الحارث بن عبد المطلب  وربيعة بن كعب الأسلمي.

## قتلى موقعة الحرة من أهل المدينة
ذكرت الكتب أرقاما عظيمة لعدد قتلى موقعة الحرة من الصحابة والتابعين، رصد كتاب التاريخ لخليفة بن خياط منها التالي:

### قتلىقريش

#### بنو هاشم
- عبد الله بن جعفر بن أبي طالب
- أبو بكر بن عبد الله بن جعفر بن أبي طالب
- عون بن عبد الله بن جعفر بن أبي طالب
- جعفر بن محمد بن علي بن أبي طالب
- الفضل بن العباس بن ربيعة[9]
- عبد الله بن نوفل بن الحارث
- حمزة بن عبد الله بن نوفل بن الحارث
- عباس بن عتبة بن أبي لهب

#### بنو سليم بن منصور
- سليمان بن صفوان بن عباد
- الأسود بن عباد بن شيبان
- عتبة بن معبد بن شيبان
- محمد بن عقبة بن دبية
- سليمان بن عقبة بن دبية
- جري بن حزم بن جابر
- جعفر بن عبد الله بن مالك

#### بنو المطلب بن عبد مناف
- يحيى بن نافع بن عجير
- عبد الله بن نافع بن عجير

#### بنو نوفل بن عبد مناف
- داود بن الوليد بن قرظة
- الوليد بن داود بن الوليد

#### بنو مازنبن منصور
- عبيدالله بن عتبة بن غزوان

#### بنو أمية بن عبد شمس
- إسماعيل بن خالد بن عقبة
- أبو علباء مولى مروان بن الحكم
- سليمان بن أبو السائب الأنصاري يزيد بن أخت النمر
- عمرو بن أبو السائب الأنصاري يزيد بن أخت النمر
- الوليد بن أبو السائب الأنصاري يزيد بن أخت النمر

#### بنو أسد بن عبد العزى
- وهب بن عبد الله بن زمعة
- يزيد بن عبد الله بن زمعة
- أبو سلمة بن عبد الله بن زمعة
- خالد بن عبد الله بن زمعة
- ابن لعبد الله بن زمعة بن الأسود لا يعرف اسمه
- المقداد بن وهب بن زمعة
- يزيد بن عبد الله بن وهب بن زمعة
- المغيرة بن عبد الله بن السائب
- عبد الله بن نوفل بن عدي
- عمرو بن نوفل بن عدي
- عدي بن تويت بن حبيب
- عبد الله بن عبد الرحمن بن حاطب بن أبي بلتعة، حليف بني أسد
- أسامة بن خيار، حليف بني أسد

#### بنو عبد الدار بن قصي
- يزيد بن مسافع بن طلحة
- زيد بن مسافع بن طلحة
- عبد الله بن عبد الرحمن بن مسافع
- محمد بن أيوب بن ثابت
- مصعب بن أبي عمير بن أبي عزيز
- عبد الرحمن بن عمرو بن الأسود

#### بنو زهرة
- زيد بن عبد الرحمن بن عوف
- مصعب بن عبد الرحمن بن عوف
- أبان بن عبد الله بن عوف
- عياض بن حسن بن عوف
- محمد بن الأسود بن عوف
- الصلت بن مخرمة بن نوفل
- محمد بن المصور بن المسور
- عبد الله بن عبد الرحمن بن الأسود
- إسماعيل بن وهيب بن الأسود
- عمير بن سعد بن أبي وقاص
- عمرو بن سعد بن أبي وقاص
- إسحاق بن هاشم بن عتبة بن أبي وقاص
- محمد بن نافع بن عتبة
- عمران بن عبد الرحمن بن نافع بن عتبة
- عثمان بن العلاء بن جارية الثقفي، حليف بني زهرة
- الجلاس بن العلاء بن جارية الثقفي، حليف بني زهرة
- محمد بن العلاء بن جارية الثقفي، حليف بني زهرة

#### بنو تيم بن مرة
- يعقوب بن طلحة بن عبيد الله
- عبيدالله بن عثمان بن عمرو
- عبد الله بن محمد بن أبي بكر الصديق
- معبد بن الحارث بن خالد
- موسى بن الحارث بن الطفيل، أخو عائشة وعبد الرحمن بن أبي بكر لأمهما
- الحارث بن المنقذ بن الطفيل، الطفيل أبو الحصين أخو ابن أبي عتيق لأمه عمار بن صهيب
- مصعب بن محمد بن صهيب
- خالد بن محمد بن صهيب

#### بنو مخزوم
- عبد الله بن أبي عمرو بن حفص بن المغيرة
- أبو سعد بن عبد الرحمن بن الحارث
- عبد الله بن الحارث بن عبد الله
- مسلم بن أبي برد بن معبد

#### بنو عدي بن كعب
- أبوبكر بن عبيدالله بن عمر بن الخطاب بن نفيل بن عبد العزى
- عبد الله بن عاصم بن عمر بن الخطاب
- سليمان بن عاصم بن عمر بن الخطاب
- عمر بن سعيد بن زيد بن عمرو بن نفيل
- أبوبكر بن عبد الرحمن بن سعيد بن زيد بن عمرو
- محمد بن سليمان بن مطيع بن الأسود
- عبد الملك بن عبد الرحمن بن مطيع
- عبد الله بن نافع بن عبد عمرو بن عبد الله
- إبراهيم بن نعيم بن عبد الله بن النحام
- محمد بن أبي الجهم بن حذيفة بن غانم
- خديج بن أبي حثمة بن حذافة ابن غانم
- إياس بن السري، حليف بني عدي
- يعلى بن السري، حليف بني عدي
- يوسف بن حبيب الليثي، حليف بني عدي

#### بنو سهم بن عمرو
- ذؤيب بن عمرو بن خنيس بن حذافة
- ابن ذؤيب بن عمرو بن خنيس.
- مياح بن خلف، حليف بني سهم
- فضالة بن مياح بن خلف، حليف بني سهم

#### بنو جمح بن عمرو
- عبد الملك بن حطاب الجمحي
- الحارث بن معمر بن حبيب ابن وهب بن حذافة بن جمح
- حطاب بن الحارث بن حطاب
- عمرو بن محمد بن حاطب
- حاطب بن عمرو بم الحارث بن حاطب بن الحارث بن معمر
- عثمان بن كثير بن الصلت الكندي، حليف بني جمح
- نعيم بن الصلت الكندي، حليف بني جمح

#### بنو عامر بن لؤي
- عبد الرحمن بن حويطب بن عبد العزى
- عبد الملك بن عبد الرحمن بن حويطب
- عبد الرحمن بن زمعة بن قيس
- عمرو بن عبدالله بن زمعة
- عبدالله بن عبدالله بن زمعة
- ربيعة بن سهم بن عبدالله بن زمعة
- عبدالله بن عبد الرحمن بن عمرو بن حاطب
- سليط بن عبدالله بن عمرو بن هاشم صاحب صحيفة قريش
- هاشم بن حمزة العامري
- ربيعة بن هاشم بن كنانة بن عثمان بن حصن
- كنانة بن هاشم بن كنانة
- هشام بن عبدالله بن كنانة
- الحارث بن عبدالله بن كنانة
- هشام بن الأسود بن هاشم بن كنانة
- الخيار بن عبد الرحمن بن الخيار
- أبو سليمان بن عبدالله بن الخيار
- سليمان بن أويس بن سعد بن أبي سرح
- أبو عمرو بن عبدالله بن عمرو بن أويس
- أبو قيس بن عبدالرحمن بن عدي

#### بنو حجير بن معيص
- فضالة بن خالد بن نائلة بن رواحة
- عياض بن خالد بن نائلة بن هرم بن رواحة
- الحارث بن خالد بن نائلة
- مسلم بن خالد بن نائلة
- محمد بن عبدالرحمن بن الطفيل
- عياض بن أبي سلام بن يزيد بن عبد الله بن مالك
- زيد بن عبدالله بن مسافع بن أنس بن عبد

#### بنو الحارث بن فهر
- شعيب بن أبي عبد الله
- مرداس بن عوف
- إبراهيم ابن إسرائيل
- مصعب بن عبد الله بن أبي خيثمة

#### بنو قيس بن الحارث بن فهر
- زفر بن الحارث أو ابن سويد
- ابن لمالك بن سويد
- عقيل بن زفر
- ربيعة بن زياد
- أثاثة بن شيبة
- العلاء بن شيبة
- زهير ابن عبد الله
- زياد بن أبي أميمة

#### بنو محارببن فهر
- عبد الرحمن بن نفيل بن عبد الله
- عبدالله بن نفيل بن عبد الله
- قطن بن نفيل بن عبد الله بن وهب بن سعد
- عبد الله بن نضلة بن عبد الله بن وهب
- سعيد بن رباح بن عمرو بن المغترف بن حجوان
- أبان بن حسل بن رباح بن عمرو
- عمرو بن حسان بن رباح
- الوليد بن عصمة
- العلاء بن يزيد بن أنس بن عبد الله بن حجوان
- حبيب بن نافع بن مضرس
- الوليد بن حممة بن عبد الله بن حجوان
- خثيم بن نافع بن مضرس

### قتلى الأنصار

#### الأوس

##### بنو عوف
- عبد الله بن حنظلة غسيل الملائكة بن أبي عامر الراهب
- عبد الرحمن بن عبدالله بن حنظلة
- الحارث بن عبدالله بن حنظلة
- الحكم بن عبدالله بن حنظلة
- عاصم بن عبدالله بن حنظلة
- ثلاثة أبناء آخرين من أبناء عبدالله بن حنظلة
- يحيى بن مجمع
- عبد الله بن مجمع
- عيسى بن عبد الرحمن بن يزيد
- عكاشة بن يزيد بن عبد الرحمن بن يزيد بن جارية
- عمرو بن سويد بن عقبة بن عويم بن ساعدة
- أبو العيال بن عقبة بن عويم

##### بنو حنش بن عوف بن عمرو
- سهل بن عثمان بن حنيف
- عمرو بن سهل بن عثمان بن حنيف
- محمد بن عثمان بن حنيف
- حبيب بن عباد بن حنيف

##### بنو ثعلبة
- حبيب بن خوات
- عمر بن خوات

##### بنو جحجبا بن كلفة
- عياض بن عمرو بن بليل
- عمرو بن عمرو بن بليل
- عمرو بن عقبة بن عتوارة
- ذكوان مولى ابن حنظلة

##### بنو العجلان
- عمارة بن سلمة
- عبد الرحمن بن الحارث بن سلمة

##### بنو معاوية بن مالك
- محمد بن بشير
- عبد الله بن كليب
- محمد بن جيبر
- عتبة بن جبير
- عبيد الله بن ثابت
- العلاء بن ثابت
- السائب بن عبد الله
- ثعلبة بن الحارث بن ثعلبة
- عامر بن الحارث بن ثعلبة
- سعد بن عبد الله
- عبد الله بن حزم بن عمرو بن أمية
- عتبة بن الأشعث بن كعب

##### بنو عبد الأشهل
- عبدالله بن سعد بن معاذ بن النعمان
- محمد بن بشير بن معاذ

##### بنو زعوراء
- عمرو بن يزيد بن السكن
- عباد بن راشد بن رافع بن قيس
- موسى بن عبد الله
- جعفر بن ثعلبة
- عباد بن سلكان بن سلامة بن وقش
- سلمة بن عباد بن سلكان
- شيبة بن عبد العزيز

##### بنو النبيت عمرو بن مالك
- سعيد بن جبير[10]
- عبد الله بن سعد
- عباد بن سعد
- ساعدة بن سعد
- أبو جبيرة بن سعد

##### بنو حارثة بن الحارث
- عبد الله بن عبد الرحمن بن سهل
- كنانة بن سهل ابن عبد الله بن أوس بن قيظي
- عبد الله بن أويس
- سهل بن أبي إمامة، حليف
- جعفر بن ثعلبة بن محيصة
- ساعدة بن أسد بن ساعدة
- يزيد بن محمد بن سلمة

##### بنو ظفر
- عمرو بن ثابت بن قيس بن الخطيم
- محمد بن ثابت بن قيس
- يزيد بن ثابت بن قيس
- محمد بن أبي نملة بن زرارة

#### الخزرج

##### بنو مالك بن النجار
- عمرو بن سعيد بن الحارث بن الصمة
- سعيد بن زيد بن ثابت بن الضحاك
- سليمان بن زيد بن ثابت
- زيد بن زيد بن ثابت
- يحيى بن زيد بن ثابت
- عبيد الله بن زيد بن ثابت
- محمد بن عمارة بن زيد بن ثابت
- زيد بن عمارة بن زيد بن ثابت
- عبد الله بن عمرو بن حزم
- جابر بن عمرو بن حزم
- معاوية بن عمرو بن حزم
- محمد بن عمرو بن حزم
- عبد الرحمن بن محمد بن عمرو بن حزم
- عثمان بن محمد بن عمرو بن حزم
- عبد الملك بن محمد بن عمرو بن حزم
- العلاء بن عبد الله بن رقيم بن نضلة
- عمرو بن المعلى بن عمرو
- العلاء ابن عبد الله بن نعيم بن نضلة
- مالك بن معاذ بن عمرو بن قيس
- محمد بن عبد الله بن عبد الرحمن بن أسعد بن زرارة
- قيس بن سعد بن قيس بن عمرو بن سهيل
- عبد الرحمن بن أبي الزناد ابن أبي الورد بن قيس بن فهد
- إبراهيم بن تميم ابن قيس بن قهد
- عبد الرحمن بن سعد
- عبد الرحمن بن معاذ
- خالد بن صفوان
- عبد الرحمن بن سعد
- زيد بن أبي عمرو بن عمرو بن محصن
- يحيى بن عمرو
- محمد بن أبي بن كعب
- عائذ بن أبي قيس بن أنس بن قيس
- أنس بن محمد بن عبد الله بن أبي طلحة
- عمرو بن أبي عمرو
- إسماعيل بن عبد الرحمن بن حسان بن ثابت
- محمد بن عبد الملك بن نبيط
- عامر بن عقبة
- عمارة ابن عمرو بن حزم
- قيس بن أبي الورد بن قهد
- معاذ بن الحارث القاري

##### بنو عدي بن النجار
- بكر بن عبد الله بن قيس بن صرمة
- مالك بن سواد ابن عذية
- عون بن رفاعة
- عمرو بن عبد الله
- الحارث بن سراقة
- عبد الله بن أنس بن مالك
- يحيى بن أنس بن مالك

##### بنو دينار بن النجار
- سعد بن عمير بن أهيب

##### بنو مازن بن النجار
- عمرو بن تميم بن غزية
- نعمان بن عمرو بن سعد ابن عمرو بن غزية
- سعد بن أبي داود بن عمير بن مالك
- جعفر بن أبي داود بن عمير
- عبد الله بن زيد بن عاصم
- أبو حسن بن عبد الله بن زيد بن عاصم
- عبد الله بن حارث بن عبد الله بن كعب وأخواه
- عبد الله بن حارث بن عبد الله
- عبد الرحمن بن حارث بن عبد الله
- قيس بن حارث بن عبد الله
- عمرو بن أبي حسن
- عتبة بن جرير
- حكيم بن أبي قحافة، عديد لبني مازن من أهل اليمن

##### بنو الحرث بن الخزرج
- عبد الرحمن بن خبيب بن إساف
- محمد بن خالد بن إساف
- عبد الله بن خالد بن إساف
- محمد بن عبد الرحمن بن خالد بن إساف
- عبيد الله بن أنيس بن سكن بن إساف
- سعد بن كليب بن إساف
- محمد بن ثابت بن قيس بن شماس
- يحيى بن ثابت بن قيس
- عبد الله بن ثابت بن قيس
- أبو نعيم بن أبي فضالة بن ثابت
- لبيب بن بسر بن يزيد
- عبد الله بن عتبة بن سماك
- عبد الرحمن بن عبد الله بن حصين
- عبد الله ابن الربيع بن سراقة
- السائب بن عبد الله بن ثعلبة
- عامر بن الحرث بن ثعلبة
- سعد بن عبيد الله
- عبد الله بن حسن بن عمرو بن أمية
- عتبة بن الأشعث بن كعب، من الزرقيين

##### بنو عوف بن الخزرج
- عبد الله بن ربيعة بن بلال

##### بنو سالم بن عوف
- نوفل بن محمد بن عباد بن عبادة بن الصامت
- محمد ابن كعب بن عجرة
- سعد ابن كعب بن عجرة
- ثابت بن عبد الله بن إياس

##### بنو سلمة
- معاذ بن الصمة
- أيوب بن عبد الله بن معاذ
- عمرو بن خشرم
- عبد الرحمن بن أبي قتادة بن ربعي
- يزيد بن أبي اليسر
- يحيى بن صيفي بن الأسود بن وهب بن كعب بن مالك
- محمد بن عبد الرحمن بن أبي المنذر

##### بنو بياضة
- عبد الله بن زياد بن لبيد

##### بنو زريق
- عقبة بن أبي عمارة
- مسعود بن أبي عمارة
- عروة بن أبي عمارة
- عثمان بن عروة بن أبي عمارة
- سعد بن عثمان بن خلدة
- سلمة بن قيس بن ثابت بن خلدة
- عامر بن عبد الرحمن بن عمرو بن خلدة
- المطلب بن عامر بن عمرو بن خلدة
- الحارث بن رفاعة بن رافع بن مالك
- سليمان بن أبي عياش بن معاوية بن صامت

##### آل المعلى
- سعيد بن أبي سعيد بن أوس بن المعلى
- سهل بن أبي سعيد بن أوس
- الحارث بن عتبة بن عبيد بن المعلى
- محمد بن عمرو بن قيس
- كثير بن أفلح[11]، مولى أبي أيوب الأنصاري